# Nekrolog 1818
Nekrolog
◄◄
| ◄
| 1814
| 1815
| 1816
| 1817
| 1818 | 1819 | 1820 | 1821 | 1822 | ► | ►►
Weitere Ereignisse | Allgemeiner Nekrolog 1818
Die Beschreibung der verstorbenen Person sollte so kurz wie möglich gehalten sein und nur deren signifikante Tätigkeit(en) enthalten.
Neue Namen ggf. auch unter dem Geburts- und Sterbedatum, also etwa unter 1. Januar und im Geburts- und Sterbejahr (2024) eintragen (nur bei entsprechender großer Wichtigkeit). Für Beispiele siehe die schon vorhandenen Artikel.
Außerdem über die fünf zuletzt Verstorbenen, zu denen es einen ausreichend guten Artikel für eine Präsentation auf der Hauptseite gibt, nach der todesbedingten Überarbeitung der Artikel ggf. auch unter Wikipedia Diskussion:Hauptseite informieren und sie am besten auch in den anderen Wikipedia-Sprachversionen eintragen. Tipp: Regelmäßig bei news.google.de nach „ist tot“, „gestorben“ oder „verstorben“ suchen.
Wenn eine Person gestorben ist, gibt es viele Seiten zu dieser Person in der Wikipedia, die davon auch betroffen sind und entsprechend aktualisiert werden müssen. Beispiele: Namenübersichtsseite, Geburtsjahr, Geburtsort-Seiten und viele mehr.
Wie finde ich die betroffenen Seiten?
Im Suchfeld auf der linken Seite gibt man den Suchbegriff so ein: „Vorname Nachname“. Dann klickt man auf Volltext und alle Seiten mit entsprechendem Suchtext werden aufgerufen. Hier sieht man dann schnell, wo auch das Todesjahr Sinn macht oder sogar ein Teil des Artikels angepasst werden muss. Auch hilft das „Werkzeug“ auf der linken Seite sehr gut, um solche Seiten aufzufinden: „Links auf diese Seite“. Somit ist die Wikipedia wieder aktuell in allen Bereichen! Hinweis: bei Eintragung der Kategorie „Gestorben JAHR“ wird der Missbrauchsfilter 49 ausgelöst, was jedoch nicht schlimm ist. Siehe: Spezial:Missbrauchsfilter/49
Dies ist eine Liste von im Jahr 1818 verstorbenen bekannten Persönlichkeiten. Die Einträge erfolgen innerhalb der einzelnen Daten alphabetisch sortiert. Tiere sind im Nekrolog für Tiere zu finden.

## Januar
| Tag        | Name                                  | Beruf, bekannt als                                                             | Alter | Beleg |
| ---------- | ------------------------------------- | ------------------------------------------------------------------------------ | ----- | ----- |
| 1. Januar  | Fedele Fenaroli                       | italienischer Komponist und Musikpädagoge                                      | 87    |       |
| 2. Januar  | Camillo de Simone                     | italienischer Geistlicher, Kardinal der Römischen Kirche                       | 80    |       |
| 2. Januar  | Friedrich Wilhelm Heinrich von Hausen | preußischer Generalleutnant, Chef des Infanterieregiments Nr. 16               |       |       |
| 2. Januar  | Marta Christina Tijahahu              | indonesische Freiheitskämpferin und Nationalheldin                             | 17    |       |
| 3. Januar  | Johann Gottlieb Walter                | deutscher Anatom und Hochschullehrer                                           | 83    |       |
| 5. Januar  | Marcello Bacciarelli                  | italienischer Maler des Barock                                                 | 86    |       |
| 5. Januar  | Christoph Bernhard Verspoell          | deutscher katholischer Priester, Publizist und Kirchenlieddichter              | 74    |       |
| 6. Januar  | Heinrich von Witzleben                | preußischer Oberst und Oberforstmeister                                        | 56    |       |
| 8. Januar  | Robert Bowie                          | US-amerikanischer Politiker                                                    | 67    |       |
| 10. Januar | Bernhard Otto von Hedemann            | deutscher Offizier in dänischen Diensten, zuletzt Generalmajor                 | 54    |       |
| 10. Januar | Sebald Rau                            | deutscher orientalischer Philologe und reformierter Theologe                   |       |       |
| 11. Januar | Johann David Wyss                     | Schweizer Autor                                                                | 74    |       |
| 13. Januar | Carl Ulysses von Salis-Marschlins     | Bündner Gelehrter und Politiker                                                | 57    |       |
| 14. Januar | Caleb Hopkins                         | Offizier im Britisch-Amerikanischen Krieg (1812)                               |       |       |
| 15. Januar | Matwei Iwanowitsch Platow             | russischer General und Ataman der Donkosaken                                   | 64    |       |
| 16. Januar | Heinrich Guttenberg                   | deutscher Kupferstecher                                                        | 68    |       |
| 19. Januar | Carlo Crivelli                        | italienischer Kardinal der Römischen Kirche                                    | 81    |       |
| 19. Januar | Johann Ernst von Kunheim              | preußischer Generalleutnant und der letzte Chef des Infanterie-Regiments Nr. 1 | 87    |       |
| 21. Januar | Franz von Oppersdorff                 | schlesischer Adliger und Herr der Ortschaft Oberglogau                         | 39    |       |
| 22. Januar | Gottfried Christian Enslen            | deutscher Maler                                                                | 60    |       |
| 22. Januar | Christian Rau                         | deutscher Rechtswissenschaftler                                                | 73    |       |
| 22. Januar | Caspar Wistar                         | US-amerikanischer Arzt und Anatom                                              | 56    |       |
| 25. Januar | Elias Martin                          | schwedischer Maler                                                             |       |       |
| 27. Januar | Johann Philipp Engelhard              | deutscher Jurist                                                               | 65    |       |
| 29. Januar | Johann Christian Henrici              | deutscher Rhetoriker und Altertumsforscher                                     |       |       |
| 31. Januar | Hugh Glasgow                          | US-amerikanischer Politiker                                                    | 48    |       |
| 31. Januar | Johann Georg Grasel                   | österreichischer Räuber                                                        | 27    |       |
| 31. Januar | Charles Henri Joseph de Rasse         | Bürgermeister der Stadt Tournai                                                | 43    |       |

## Februar
| Tag         | Name                              | Beruf, bekannt als                                                                        | Alter | Beleg |
| ----------- | --------------------------------- | ----------------------------------------------------------------------------------------- | ----- | ----- |
| 1. Februar  | Giuseppe Gazzaniga                | italienischer Opernkomponist                                                              | 74    |       |
| 5. Februar  | Benjamin Gottlob Hoffmann         | deutscher Buchhändler und Verleger                                                        | 69    |       |
| 5. Februar  | Karl XIII.                        | König von Schweden (1809–1818) und König von Norwegen (1814–1818)                         | 69    |       |
| 5. Februar  | Alois von Reding                  | Schweizer Politiker und Militär                                                           | 52    |       |
| 7. Februar  | Ennio Quirino Visconti            | italienischer Archäologe                                                                  | 66    |       |
| 9. Februar  | John Milledge                     | US-amerikanischer Politiker                                                               |       |       |
| 12. Februar | Franz Christian Boll              | deutscher Theologe und Neubrandenburger Pastor                                            | 41    |       |
| 13. Februar | George Rogers Clark               | US-amerikanischer Pionier                                                                 | 65    |       |
| 13. Februar | Emanuel Gottlieb Flemming         | Begründer des sächsischen Blindenwesens                                                   | 45    |       |
| 15. Februar | Friedrich Ludwig                  | Fürst zu Hohenlohe-Ingelfingen und Hohenlohe-Öhringen, preußischer General der Infanterie | 72    |       |
| 16. Februar | Vicente José Soto y Valcárce      | spanischer römisch-katholischer Geistlicher, Bischof von Valladolid                       | 77    |       |
| 17. Februar | Juan Rodríguez Ballesteros        | Gouverneur von Chile                                                                      |       |       |
| 17. Februar | Christian Heinrich Haase          | hannoverscher Münzmeister                                                                 |       |       |
| 17. Februar | Ernst Franz von Platen-Hallermund | kurpfälzischer Geheimrat und braunschweigisch-lüneburgischer General-Erbpostmeister       | 78    |       |
| 18. Februar | Simon Girty                       | indianischer Krieger                                                                      |       |       |
| 18. Februar | Henrik Johan Nauckhoff            | schwedischer Marineoffizier                                                               | 73    |       |
| 18. Februar | Thomas Telfair                    | US-amerikanischer Politiker                                                               | 37    |       |
| 19. Februar | Samuel Georg Herdt                | deutscher Geistlicher und Theaterschauspieler                                             |       |       |
| 21. Februar | Peterson Goodwyn                  | US-amerikanischer Politiker                                                               |       |       |
| 24. Februar | Johann Friedrich Eyserbeck        | deutscher Hofgärtner                                                                      | 83    |       |
| 28. Februar | Anne Vallayer-Coster              | französische Malerin                                                                      | 73    |       |

## März
| Tag      | Name                                                   | Beruf, bekannt als                                                         | Alter | Beleg |
| -------- | ------------------------------------------------------ | -------------------------------------------------------------------------- | ----- | ----- |
| 1. März  | Jared Irwin                                            | US-amerikanischer Politiker                                                |       |       |
| 1. März  | James Stuart-Wortley-Mackenzie                         | britischer Politiker                                                       | 70    |       |
| 3. März  | Pascal Antoine Fiorella                                | französischer General der Infanterie korsischer Herkunft                   | 66    |       |
| 3. März  | Georg August Gabriel Heinsius                          | deutscher Verwaltungsjurist                                                | 70    |       |
| 3. März  | David Schickler                                        | Kaufmann, Unternehmer und Bankier in Preußen                               | 62    |       |
| 6. März  | Christian Gottlieb Gmelin                              | deutscher Rechtswissenschaftler                                            | 68    |       |
| 8. März  | Johann Aloys Gayer von Ehrenberg                       | österreichischer Jurist und Hofbeamter                                     | 80    |       |
| 8. März  | Maurus Feyerabend                                      | deutscher katholischer Geistlicher                                         | 63    |       |
| 8. März  | Justus Ehrenreich Sello                                | Königlicher Planteur im Tiergarten, Berlin                                 | 59    |       |
| 10. März | Gerhard Anton Gramberg                                 | Stadt- und Landphysikus in Oldenburg                                       | 73    |       |
| 10. März | Ludwig                                                 | Regierender Reichsgraf, bayerischer Generalleutnant                        | 65    |       |
| 10. März | Jean Ferdinand Schwerdfeger                            | deutscher Kunsttischler, in Frankreich tätig                               |       |       |
| 11. März | Maria Luise Albertine zu Leiningen-Dagsburg-Falkenburg | Großmutter der preußischen Königin Luise                                   | 88    |       |
| 12. März | Johann Sigismund Gottfried Huth                        | deutscher Mathematiker und Physiker                                        | 54    |       |
| 14. März | Johann Joseph Freidhoff                                | deutscher Zeichner, Kupferstecher und Schabkünstler                        | 50    |       |
| 15. März | Karel Postl                                            | tschechischer klassischer Landschaftsmaler, Zeichner und Graphiker         |       |       |
| 17. März | Johann Christoph Bathe                                 | deutscher Rechtswissenschaftler                                            | 63    |       |
| 18. März | Johann Klör                                            | deutscher Obstbauer, Imker, Leinenweber und Kleinbauer                     | 66    |       |
| 20. März | Johann Nikolaus Forkel                                 | deutscher Organist und Musikhistoriker                                     | 69    |       |
| 23. März | Nicolas Isouard                                        | maltesischer Komponist französischer Herkunft                              | 42    |       |
| 23. März | Johann Ferdinand Balthasar Stieffell                   | Orgelbauer                                                                 | 80    |       |
| 24. März | Michael Szabszinski von Rembow                         | preußischer Generalleutnant und Chef des Füselierregiments Nr. 6           |       |       |
| 24. März | Humphry Repton                                         | englischer Landschaftsarchitekt                                            | 65    |       |
| 25. März | Henry Lee III                                          | US-amerikanischer Kavallerieoffizier und Gouverneur                        | 62    |       |
| 25. März | Caspar Wessel                                          | dänisch-norwegischer Mathematiker und Geodät                               | 72    |       |
| 27. März | Pedro Benito Antonio Quevedo y Quintano                | spanischer Geistlicher und Kardinal                                        | 82    |       |
| 27. März | Jelisaweta Alexandrowna Stroganowa                     | russische Aristokratin                                                     | 39    |       |
| 28. März | Antonio Capuzzi                                        | italienischer Komponist und Violinist                                      | 62    |       |
| 28. März | Johann Friedrich Homeyer                               | deutscher Kaufmann, Schiffsreeder und königlich-schwedischer Kommerzienrat | 65    |       |
| 29. März | Alexandre Sabès Pétion                                 | haitianischer Politiker                                                    | 47    |       |
| 29. März | Thomas Posey                                           | US-amerikanischer Politiker                                                | 67    |       |
| 30. März | William Barry Grove                                    | US-amerikanischer Politiker                                                | 54    |       |
| 30. März | Peter Texier                                           | deutscher Diplomat und Kaufmann                                            | 80    |       |

## April
| Tag       | Name                                         | Beruf, bekannt als                                                      | Alter | Beleg |
| --------- | -------------------------------------------- | ----------------------------------------------------------------------- | ----- | ----- |
| 2. April  | Franz Georg Joseph von Lassaulx              | deutscher Unternehmer und Verleger                                      | 36    |       |
| 2. April  | Marco Molin                                  | italienischer Politiker, Bürgermeister von Venedig                      | 59    |       |
| 2. April  | Adolf Friedrich von Witzendorff              | deutscher Gutsherr, letzter Dompropst im Hochstift Lübeck               | 71    |       |
| 5. April  | Hermann von Engelbrechten                    | Generalleutnant in schwedischen und preußischen Diensten                | 52    |       |
| 5. April  | Ernst Franz Witting                          | deutscher Kaufmann                                                      |       |       |
| 7. April  | Joseph Barth                                 | österreichischer Mediziner                                              |       |       |
| 8. April  | Juan José Carrera                            | chilenischer Militär                                                    | 35    |       |
| 8. April  | Luis Carrera                                 | chilenischer Militär                                                    |       |       |
| 11. April | Carl Andreas Göpfert                         | deutscher Komponist und Musiker                                         | 50    |       |
| 12. April | Peter Bolzano                                | österreichisch-böhmischer Mediziner                                     |       |       |
| 12. April | Barbara Schulthess                           | schweizerische Salonnière und Brieffreundin Johann Wolfgang von Goethes | 72    |       |
| 14. April | Robert Glutz von Blotzheim                   | Schweizer Historiker, Schriftsteller, Bibliothekar und Journalist       | 32    |       |
| 16. April | Johann Georg Geib                            | deutscher Orgelbaumeister                                               | 78    |       |
| 16. April | Nicolaus Freiherr von Krufft                 | österreichischer Komponist                                              | 39    |       |
| 18. April | Friedrich Ludwig Karl Finck von Finckenstein | preußischer Regierungspräsident                                         | 73    |       |
| 18. April | Ernst Christian Trapp                        | deutscher Pädagoge                                                      | 72    |       |
| 20. April | Karl Freiherr von Stengel                    | Generalmajor der bayerischen Armee                                      | 52    |       |
| 22. April | Karl August Gottlieb Keil                    | deutscher evangelischer Theologe                                        | 63    |       |
| 23. April | Wilhelm Leberecht Götzinger                  | Erschließer der Sächsischen Schweiz                                     | 59    |       |
| 23. April | Armand de Roquelaure                         | Erzbischof von Mecheln                                                  | 97    |       |
| 25. April | George Armistead                             | Lieutenant Colonel der US Army                                          | 38    |       |
| 26. April | Adélaïde-Marie Champion de Cicé              | französische Ordensfrau und Gründerin der Gesellschaft vom Herzen Mariä | 68    |       |
| 27. April | Christopher Greenup                          | US-amerikanischer Politiker                                             |       |       |

## Mai
| Tag     | Name                                        | Beruf, bekannt als                                                      | Alter | Beleg |
| ------- | ------------------------------------------- | ----------------------------------------------------------------------- | ----- | ----- |
| 1. Mai  | Gioacchino Avesani                          | italienischer Jesuit, Lehrer und Dichter                                | 76    |       |
| 1. Mai  | François-Joseph Bélanger                    | französischer Architekt und Gartengestalter                             | 74    |       |
| 2. Mai  | Herman Willem Daendels                      | niederländischer General                                                | 55    |       |
| 2. Mai  | Friedrich von Wendt                         | deutscher Mediziner                                                     | 79    |       |
| 3. Mai  | Johanne Wienholt                            | deutsche Mitgründerin des religiösen Lavater-Kreises                    |       |       |
| 7. Mai  | Jean Cesar Godeffroy IV.                    | Hamburger Kaufmann                                                      | 75    |       |
| 7. Mai  | Leopold Koželuh                             | böhmisch-österreichischer Komponist und Musikpädagoge                   | 70    |       |
| 9. Mai  | Joseph Lux                                  | deutscher Schauspieler und Sänger (Bass)                                | 61    |       |
| 9. Mai  | Clemens August von der Wenge                | kölnischer Generalleutnant, kölnischer Geheimrat, Oberjägermeister      | 77    |       |
| 10. Mai | Paul Revere                                 | US-amerikanischer Freiheitskämpfer                                      |       |       |
| 13. Mai | Michael Andreas Barclay de Tolly            | deutsch-baltischer Offizier sowie russischer General und Kriegsminister | 56    |       |
| 13. Mai | Louis V. Joseph de Bourbon, prince de Condé | General der französischen Armee                                         | 81    |       |
| 13. Mai | Emanuel Merian                              | Schweizer evangelischer Geistlicher                                     | 86    |       |
| 13. Mai | Wilhelm von Voss                            | preußischer Verwaltungsbeamter, Landrat                                 | 33    |       |
| 14. Mai | Charlotte von Mecklenburg-Strelitz          | Herzogin von Sachsen-Hildburghausen                                     | 48    |       |
| 14. Mai | Matthew Gregory Lewis                       | britischer Schriftsteller                                               | 42    |       |
| 15. Mai | Friedrich Majer                             | deutscher Historiker und Volkskundler                                   | 46    |       |
| 15. Mai | Maddalena Sirmen                            | venezianische Violinistin, Sängerin und Komponistin                     | 72    |       |
| 16. Mai | Maximilian von Waldburg-Zeil                | deutscher Adliger                                                       | 67    |       |
| 17. Mai | Heinrich Friedrich von Baudissin            | dänischer Botschafter in Berlin                                         | 64    |       |
| 17. Mai | Inō Tadataka                                | japanischer Landvermesser und Kartograph (1745–1818)                    | 73    |       |
| 18. Mai | Lemuel Benton                               | US-amerikanischer Politiker                                             |       |       |
| 21. Mai | Josef Felix Ineichen                        | Schweizer katholischer Pfarrer und Mundartdichter                       | 72    |       |
| 22. Mai | Ludwig Friedrich Cellarius                  | deutscher evangelischer Theologe                                        | 72    |       |
| 23. Mai | Ezekiel Pickens                             | US-amerikanischer Politiker                                             | 50    |       |
| 26. Mai | Howell Cobb                                 | US-amerikanischer Politiker                                             | 45    |       |
| 26. Mai | Manuel Rodríguez Erdoíza                    | chilenischer Rechtsanwalt, Offizier, Revolutionär und Politiker         | 33    |       |
| 27. Mai | Blasius Bernauer                            | deutscher Orgelbauer                                                    | 78    |       |
| 29. Mai | Johann Amadeus Franz von Thugut             | österreichischer Staatsmann und Minister des Auswärtigen                | 82    |       |
| 31. Mai | Johann Valentin Hildenbrand                 | österreichischer Mediziner                                              | 55    |       |

## Juni
| Tag      | Name                                             | Beruf, bekannt als | Alter | Beleg |
| -------- | ------------------------------------------------ | --- | ----- | ----- |
| 1. Juni  | Bartha van Crimpen                               | niederländische Patriotte                                                                                              | 63    |       |
| 1. Juni  | Franz Karl Felder                                | katholischer Theologe, Autor und Herausgeber                                                                           | 51    |       |
| 1. Juni  | Dietrich Ernst op dem Hamme gen. von Schoeppingk | kurländischer Landespolitiker und russischer Staatsmann                                                                | 68    |       |
| 2. Juni  | August Wilhelm Knoch                             | deutscher Naturforscher                                                                                                | 75    |       |
| 3. Juni  | Egwala Seyon                                     | Kaiser von Äthiopien (1801–1818)                                                                                       |       |       |
| 6. Juni  | Jan Henryk Dąbrowski                             | polnischer General | 62    |       |
| 7. Juni  | Emanuel Bardou                                   | Schweizer Bildhauer | 74    |       |
| 8. Juni  | Fanny von Arnstein                               | Wiener Salonnière | 59    |       |
| 8. Juni  | Fabio Asquini                                    | italienischer Winzer und Agrarwissenschaftler                                                                          | 91    |       |
| 8. Juni  | Johann Baptist von Pacassi                       | österreichischer Architekt, Jurist, Astronom und Mathematiker                                                          | 59    |       |
| 8. Juni  | Henriette-Félicité Tassaert                      | deutsch-französische Pastellmalerin und Schabkünstlerin                                                                | 52    |       |
| 9. Juni  | Christian Friedrich Bucholz                      | deutscher Chemiker und Apotheker                                                                                       | 47    |       |
| 9. Juni  | Johann Friedrich von Herrmann                    | preußischer Generalmajor und zuletzt Kommandant der Festung Pillau                                                     | 78    |       |
| 9. Juni  | Karl von Schon                                   | preußischer Generalmajor, Kommandant der Festung Graudenz                                                              | 53    |       |
| 10. Juni | Heinrich Julius von Goldbeck                     | preußischer Großkanzler und Justizminister                                                                             | 84    |       |
| 10. Juni | Friedrich Adolf von Kalckreuth                   | preußischer Offizier, zuletzt Generalfeldmarschall                                                                     | 81    |       |
| 10. Juni | Heinrich Rieter                                  | Schweizer Maler | 66    |       |
| 14. Juni | Georg Ludwig Frey                                | Großherzoglich-Hessischer Amtmann und Polizeirat                                                                       | 56    |       |
| 16. Juni | Daniel Smith                                     | US-amerikanischer Landvermesser, Oberst im Amerikanischen Unabhängigkeitskrieg und zweifacher US-Senator von Tennessee | 69    |       |
| 16. Juni | Ferdinand von Wintzingerode                      | deutscher Adliger und russischer General                                                                               | 48    |       |
| 18. Juni | Christian Ludwig Ziegler                         | deutscher Baumeister                                                                                                   | 69    |       |
| 19. Juni | Patrick Brydone                                  | schottischer Reisender und Schriftsteller                                                                              | 82    |       |
| 19. Juni | Henriette Amelie de Nerha                        | niederländische Autorin                                                                                                |       |       |
| 20. Juni | Hedwig von Schleswig-Holstein-Gottorf            | Königin von Schweden und Norwegen                                                                                      | 59    |       |
| 20. Juni | Hans Gottlob von Zezschwitz                      | sächsischer General der Kavallerie                                                                                     | 81    |       |
| 24. Juni | Alexander Borissowitsch Kurakin                  | russischer Minister und Diplomat                                                                                       | 66    |       |
| 25. Juni | Robert Deane, 1. Baron Muskerry                  | irischer Politiker |       |       |
| 25. Juni | Johann Philipp Roth                              | deutschbaltischer Literat und Volkspädagoge                                                                            | 63    |       |
| 28. Juni | Ludwig Wilhelm August von Ebra                   | königlich preußischer Generalleutnant, zuletzt Militärgouverneur zwischen Elbe und Weser sowie Erbherr auf Ustrungen   | 58    |       |
| 28. Juni | Johann Gottfried Schöner                         | deutscher lutherischer Pfarrer, Pietist und Liederdichter                                                              | 69    |       |
| 28. Juni | Henry Smith                                      | US-amerikanischer Politiker                                                                                            | 52    |       |
| 29. Juni | Karl Philipp Fohr                                | deutscher Maler | 22    |       |
| 29. Juni | Jean-Baptiste-Moïse Jollivet                     | französischer Politiker                                                                                                | 64    |       |

## Juli
| Tag      | Name                                      | Beruf, bekannt als                                                                | Alter | Beleg |
| -------- | ----------------------------------------- | --------------------------------------------------------------------------------- | ----- | ----- |
| 1. Juli  | Cay Hartwig Beseler                       | königlich dänischer Kammerrat und Deichinspektor                                  | 52    |       |
| 1. Juli  | William Sharpe                            | US-amerikanischer Politiker                                                       | 75    |       |
| 1. Juli  | Christian Ludwig Wilhelm Stark            | deutscher evangelischer Theologe                                                  | 27    |       |
| 3. Juli  | Friedrich August von Leutsch              | deutscher Jurist, sächsischer Diplomat, hannoverscher Gerichtsvizepräsident       | 61    |       |
| 5. Juli  | Erich Christian Klevesahl                 | deutscher Philosoph, Historiker und Theologe; Professor der Philosophie in Gießen | 73    |       |
| 5. Juli  | Johann Georg Wilhelm Landré               | deutscher Glockengießer und Ratsgießer der Hansestadt Lübeck                      |       |       |
| 14. Juli | Alessandro Lante Montefeltro della Rovere | italienischer Kardinal                                                            | 55    |       |
| 15. Juli | Wilhelm Gottfried Christian von Kaphengst | preußischer Offizier und Träger des Ordens Pour le Mérite                         | 66    |       |
| 20. Juli | Christian Abraham Heineken                | Bremer Bürgermeister                                                              | 65    |       |
| 20. Juli | Georg Heinrich Seiferheld                 | Erfinder, Geistlicher, Hofrat, Naturwissenschaftler und Sachbuchautor             | 60    |       |
| 27. Juli | Alphonse-Hubert de Latier de Bayane       | französischer Kardinal                                                            | 78    |       |
| 28. Juli | Gaspard Monge                             | französischer Mathematiker, Physiker und Chemiker                                 | 72    |       |
| 30. Juli | Karl Friedrich Wilhelm von Nettelbladt    | deutscher Jurist und Freimaurer                                                   | 71    |       |
| 31. Juli | Nikolaos Skoufas                          | griechischer Apotheker, Hutmacher und Kaufmann                                    |       |       |

## August
| Tag        | Name                                          | Beruf, bekannt als                                                               | Alter | Beleg |
| ---------- | --------------------------------------------- | -------------------------------------------------------------------------------- | ----- | ----- |
| 3. August  | Johann Matthias Kaspar von Ascheberg zu Venne | Domherr in Münster und preußischer Landrat des Kreises Lüdinghausen (1804–1806)  | 81    |       |
| 4. August  | Bonaventura Brem                              | deutscher Geistlicher, letzter Reichsprälat und Abt im Kloster Weißenau          |       |       |
| 4. August  | Samuel Jordan Cabell                          | US-amerikanischer Politiker                                                      | 61    |       |
| 6. August  | Johann Jakob Rambach                          | deutscher lutherischer Theologe                                                  | 81    |       |
| 7. August  | Bernhard Garlichs                             | Abgeordneter und Präsident des Arrondissementrats Jever, Bürgermeister von Jever | 48    |       |
| 9. August  | Giuseppe Abbamonte                            | italienischer Politiker                                                          | 59    |       |
| 11. August | Iwan Petrowitsch Kulibin                      | russischer Uhrmacher, Mechaniker, Brückenbauer und Erfinder                      | 83    |       |
| 11. August | Franz Georg Karl von Metternich               | Diplomat und Minister                                                            | 72    |       |
| 12. August | John Lovett                                   | US-amerikanischer Politiker                                                      | 57    |       |
| 13. August | Agostino Accorimboni                          | italienischer Opernkomponist                                                     | 78    |       |
| 13. August | Johann Gottfried Eiffe                        | deutscher Maler                                                                  |       |       |
| 13. August | Nikolai Iwanowitsch Nowikow                   | russischer Journalist und Herausgeber                                            | 74    |       |
| 19. August | Kaspar Joseph von Clotz                       | Bürgermeister der Reichsstadt Aachen                                             |       |       |
| 19. August | Georg Friedrich Wehrs                         | deutscher Jurist und Autor                                                       |       |       |
| 21. August | James Lucas Yeo                               | britischer Marineoffizier                                                        | 35    |       |
| 22. August | Warren Hastings                               | Generalgouverneur in Britisch-Ostindien                                          | 85    |       |
| 24. August | James Carr                                    | US-amerikanischer Politiker                                                      | 40    |       |
| 24. August | Ignaz von Heffter                             | Bürgermeister der Stadt Salzburg                                                 | 78    |       |
| 25. August | Elizabeth Billington                          | deutschstämmige britische Opernsängerin                                          | 52    |       |
| 25. August | Johann Heinrich Crevelt                       | deutscher Arzt und Naturwissenschaftler                                          |       |       |
| 28. August | Georg Moritz von Blomberg                     | deutscher Landrat und Dichterjurist                                              | 48    |       |
| 30. August | Domingo Badía y Leblich                       | spanisch-katalanischer Forschungsreisender, Politiker und Islam-Konvertit        | 51    |       |
| 30. August | Casimiro Gómez Ortega                         | spanischer Botaniker                                                             | 77    |       |
| 31. August | Arthur St. Clair                              | US-amerikanischer Politiker und Armeeoffizier                                    | 82    |       |

## September
| Tag           | Name                                    | Beruf, bekannt als                                                                     | Alter | Beleg |
| ------------- | --------------------------------------- | -------------------------------------------------------------------------------------- | ----- | ----- |
| 1. September  | Sir Robert Calder, 1. Baronet           | britischer Admiral                                                                     |       |       |
| 3. September  | George Friedrich Felix von Bonin        | preußischer Landrat                                                                    | 68    |       |
| 4. September  | Ludwig Philipp von Engelbrecht          | preußischer Ingenieur-Offizier, zuletzt Oberst und Kommandant der 1. Infanteriebrigade | 60    |       |
| 7. September  | Johann Holzer                           | österreichischer Lied- und Singspielkomponist                                          | 65    |       |
| 9. September  | Seymour Dorothy Fleming                 | britische Adelige                                                                      |       |       |
| 12. September | Peter Anton von Frank                   | deutscher Rechtswissenschaftler und Historiker                                         | 72    |       |
| 19. September | Olof Peter Swartz                       | schwedischer Botaniker                                                                 | 57    |       |
| 20. September | Jared Irwin                             | US-amerikanischer Politiker                                                            | 50    |       |
| 20. September | Francesco Carafa della Spina di Traetto | italienischer Kardinal                                                                 | 96    |       |
| 24. September | Aloys Friedrich Wilhelm von Hillesheim  | deutscher Ökonom und Publizist                                                         | 62    |       |
| 28. September | Honoré Joseph Antoine Ganteaume         | französischer Admiral                                                                  | 63    |       |
| 28. September | Franz Gleißner                          | deutscher Komponist, Hofmusiker am Münchner Hof und Musikwissenschaftler               |       |       |
| 28. September | Otto Bogislaff von Kleist               | preußischer Major und pommerscher Landrat                                              | 73    |       |

## Oktober
| Tag         | Name                                 | Beruf, bekannt als | Alter | Beleg |
| ----------- | ------------------------------------ | --- | ----- | ----- |
| 3. Oktober  | Louis Cousin-Despréaux               | französischer Homme de lettres                                                                                        | 75    |       |
| 3. Oktober  | Anton Reyberger                      | österreichischer römisch-katholischer Theologe; Standesverordneter; Rektor der Universität Wien; Abt des Stiftes Melk | 61    |       |
| 4. Oktober  | Josef Abel                           | österreichischer Maler                                                                                                | 54    |       |
| 7. Oktober  | Gudmund Jöran Adlerbeth              | schwedischer Staatsmann, Gelehrter und Dichter                                                                        | 67    |       |
| 7. Oktober  | Heinrich von Béguelin                | preußischer Finanzbeamter                                                                                             | 53    |       |
| 7. Oktober  | David Stone                          | US-amerikanischer Politiker                                                                                           | 48    |       |
| 8. Oktober  | George Truitt                        | US-amerikanischer Politiker                                                                                           |       |       |
| 10. Oktober | Frederik Knuth                       | dänischer Gutsbesitzer                                                                                                | 58    |       |
| 11. Oktober | Johann Friedrich Carl Dürisch        | sächsischer Amtmann und Rittergutsbesitzer                                                                            | 65    |       |
| 11. Oktober | Karl Friedrich von Hirschfeld        | preußischer Offizier, zuletzt General der Infanterie                                                                  |       |       |
| 14. Oktober | Josiah Dean                          | US-amerikanischer Politiker                                                                                           | 70    |       |
| 16. Oktober | Ignaz Pickel                         | deutscher Jesuit, Astronom, Mathematiker, Urgeschichtsforscher, Lehrbuchautor                                         |       |       |
| 17. Oktober | Antonio Dugnani                      | italienischer Kardinal der römisch-katholischen Kirche                                                                | 70    |       |
| 18. Oktober | Christian Ludewig von Hake           | deutscher Verwaltungsjurist und hannoverscher Staatsminister                                                          | 72    |       |
| 18. Oktober | Philippe-Isidore Picot de Lapeyrouse | französischer Geologe und Naturforscher                                                                               | 73    |       |
| 20. Oktober | Anne Plumptre                        | britische Schriftstellerin und Übersetzerin                                                                           |       |       |
| 21. Oktober | Helene Harlaß                        | deutsche Opernsängerin (Sopran) und Theaterschauspielerin                                                             |       |       |
| 21. Oktober | Josef von Hudelist                   | österreichischer Diplomat und Staatsmann                                                                              | 59    |       |
| 22. Oktober | Henry Lidgbird Ball                  | britischer Seefahrer                                                                                                  |       |       |
| 22. Oktober | Joachim Heinrich Campe               | deutscher Schriftsteller, Sprachforscher, Pädagoge und Verleger                                                       | 72    |       |
| 22. Oktober | Franz Krammer                        | Theologe, Domherr und Hochschullehrer                                                                                 | 69    |       |
| 22. Oktober | Dennis Smelt                         | US-amerikanischer Politiker                                                                                           | 54    |       |
| 24. Oktober | Luigi Valentino Brugnatelli          | italienischer Chemiker                                                                                                | 57    |       |
| 24. Oktober | Johann Heinrich Custer               | Schweizer Garn- und Leinwandhändler sowie Gründer einer Bank                                                          | 60    |       |
| 25. Oktober | Joseph von Aichen                    | österreichischer Diplomat und Jurist                                                                                  | 73    |       |
| 25. Oktober | Étienne-Hubert de Cambacérès         | französischer Geistlicher, Erzbischof von Rouen und Kardinal                                                          | 62    |       |
| 26. Oktober | Ludwig Gotthard Kosegarten           | deutscher Pastor, Professor und Dichter                                                                               | 60    |       |
| 28. Oktober | Abigail Adams                        | britisch-US-amerikanische Gattin des zweiten US-Präsidenten John Adams                                                | 73    |       |
| 28. Oktober | Henri Clarke d’Hunebourg             | französischer General und Staatsmann irischer Abstammung                                                              | 53    |       |
| 29. Oktober | William Edgcumbe                     | britischer Politiker                                                                                                  | 23    |       |
| 30. Oktober | Eberhard Ernst Gotthard von Vegesack | Offizier in der schwedischen Armee                                                                                    | 55    |       |
| 31. Oktober | Johann Vollmers                      | deutscher Kaufmann und Bremer Senator                                                                                 | 65    |       |

## November
| Tag          | Name                                      | Beruf, bekannt als                                                                                             | Alter | Beleg |
| ------------ | ----------------------------------------- | --- | ----- | ----- |
| 1. November  | Marie-Gabrielle Capet                     | französische Malerin des Klassizismus                                                                          | 57    |       |
| 1. November  | Christoph Gottlieb Steinbeck              | deutscher Prediger, Jurist und Schriftsteller der Aufklärung                                                   | 52    |       |
| 2. November  | Samuel Romilly                            | britischer Anwalt und Politiker                                                                                | 61    |       |
| 5. November  | Heinrich Friedrich Füger                  | deutscher Maler                                                                                                | 66    |       |
| 5. November  | Judith Gessner-Heidegger                  | Ehefrau von Salomon Gessner                                                                                    | 81    |       |
| 6. November  | Malcolm Laing                             | schottischer Politiker, Mitglied des House of Commons und Schriftsteller                                       |       |       |
| 6. November  | Urs Viktor Oberlin                        | Schweizer Politiker                                                                                            | 71    |       |
| 7. November  | Johann Christoph Matthias Reinecke        | deutscher Geologe, Kartograph und Universalgelehrter                                                           |       |       |
| 8. November  | Johann Jakob Gebauer                      | deutscher Verleger                                                                                             | 73    |       |
| 9. November  | Adolph Franz Carl von Seckendorff         | deutscher Hofbeamter                                                                                           | 76    |       |
| 12. November | Pierre-Joseph Boch                        | französischer Unternehmer                                                                                      | 81    |       |
| 12. November | John Syng Dorsey                          | US-amerikanischer Chirurg und Hochschullehrer                                                                  | 34    |       |
| 15. November | Karl Alexander von der Goltz              | preußischer Oberst, portugiesischer Feldmarschall und dänischer Generalleutnant                                | 79    |       |
| 15. November | Salomon Hirzel                            | Schweizer Politiker und Historiker                                                                             | 91    |       |
| 15. November | Johann Heinrich Ziegler                   | Schweizer Chemiker, Arzt und Unternehmer                                                                       | 80    |       |
| 17. November | Karl Gottlob von Anton                    | deutscher Jurist, Politiker, Historiker und Mitbegründer der Oberlausitzischen Gesellschaft der Wissenschaften | 67    |       |
| 17. November | Sophie Charlotte von Mecklenburg-Strelitz | deutsche Prinzessin, Königsgemahlin von Großbritannien                                                         | 74    |       |
| 18. November | Johann Friedrich Steenke                  | Initiator des ersten See-Rettungsdienstes                                                                      |       |       |
| 21. November | Leopold Nicolaus George von Zitzewitz     | preußischer Landrat des Stolpeschen Kreises                                                                    | 57    |       |
| 23. November | Ferdinand Franz Maria Bouget              | Generalmajor im naussauischen Kürassierregiment                                                                | 77    |       |
| 24. November | Johann Georg Volland                      | Oberbürgermeister von Sondershausen                                                                            | 55    |       |
| 26. November | Joseph von Colloredo                      | österreichischer Minister und General                                                                          | 83    |       |
| 26. November | Salomon Landolt                           | Schweizer Maler und Politiker                                                                                  | 76    |       |
| 26. November | Carl Ludwig Ferdinand Pollmann            | Friedensrichter, preußischer Verwaltungsbeamter, Landrat                                                       | 47    |       |
| 29. November | Johann Wilhelm Wolfgang Breithaupt        | deutscher evangelischer Theologe und Lieddichter                                                               | 80    |       |
| November     | Alexander Ferdinand von Lilien            | Generalintendant der Reichs- und Niederländischen Posten                                                       | 76    |       |

## Dezember
| Tag          | Name                                  | Beruf, bekannt als                                                                           | Alter | Beleg |
| ------------ | ------------------------------------- | -------------------------------------------------------------------------------------------- | ----- | ----- |
| 3. Dezember  | Johann August Kriebel                 | evangelisch-lutherischer Theologe, Schuldirektor und Schriftsteller                          | 83    |       |
| 4. Dezember  | David Wolf Landau                     | deutscher Oberrabbiner                                                                       |       |       |
| 6. Dezember  | Karl Heinrich Neumann                 | deutscher Prediger und Schulmann                                                             | 39    |       |
| 8. Dezember  | Johan Gottlieb Gahn                   | schwedischer Chemiker                                                                        | 73    |       |
| 8. Dezember  | Karl Ludwig Friedrich                 | Großherzog von Baden                                                                         | 32    |       |
| 10. Dezember | Franz Anton von Baden                 | letzter Präsident der breisgauischen Landstände                                              | 81    |       |
| 10. Dezember | Hubert Maurer                         | österreichischer Maler, Zeichner und Zeichenlehrer an der Akademie der Bildenden Künste Wien | 80    |       |
| 14. Dezember | Johann Michael Hudtwalcker            | Unternehmer, Aufklärer                                                                       | 71    |       |
| 15. Dezember | Joseph Ludwig Colmar                  | Bischof von Mainz                                                                            | 58    |       |
| 16. Dezember | Dominik Konstantin München            | deutscher Theologe und Historiker                                                            | 55    |       |
| 17. Dezember | Abdallah I. ibn Saud                  | Imam der Wahhabiten (1814–1818)                                                              |       |       |
| 17. Dezember | Fernando Márquez de la Plata          | spanischer Kolonialbeamter und Mitglieder der Ersten Regierungsjunta in Chile                |       |       |
| 18. Dezember | Ludwig                                | Herzog von Anhalt-Köthen                                                                     | 16    |       |
| 18. Dezember | Mayeur de Saint-Paul                  | französischer Schauspieler, Regisseur und Dramatiker                                         | 60    |       |
| 19. Dezember | Richard Winn                          | US-amerikanischer Politiker                                                                  |       |       |
| 22. Dezember | Friedrich Ludwig von Berlepsch        | deutscher Adliger, Hofrichter, Land- und Schatzrat im Königreich Hannover und Publizist      | 69    |       |
| 22. Dezember | Johann Alois Schneider                | katholischer Bischof in Sachsen                                                              | 66    |       |
| 24. Dezember | Maria Elisabeth von Sachsen           | königliche Prinzessin von Polen, Prinzessin von Sachsen, Sternkreuzordensdame                | 82    |       |
| 25. Dezember | Karl Friedrich Alexander von Görschen | deutscher Generalmajor in der kaiserlichen Armee der Habsburgermonarchie                     | 80    |       |
| 25. Dezember | Catherine-Dominique de Pérignon       | französischer Revolutionsgeneral, Marschall und Pair von Frankreich                          | 64    |       |
| 25. Dezember | Gebhard von der Schulenburg-Wolfsburg | Staatsmann                                                                                   | 55    |       |
| 26. Dezember | Johannes Lorenz Isenbiehl             | deutscher Theologe                                                                           | 74    |       |
| 26. Dezember | Maria Isabella von Portugal           | Königin von Spanien und Infantin von Portugal                                                | 21    |       |
| 26. Dezember | Clemens August von Westphalen         | kaiserlicher Gesandter und Kurmainzer Staatsminister                                         | 65    |       |
| 27. Dezember | Lippmann Moses Büschenthal            | deutscher Rabbiner und Schriftsteller                                                        |       |       |
| 27. Dezember | Ernst Platner                         | deutscher Anthropologe, Mediziner und Philosoph                                              | 74    |       |
| 28. Dezember | Johanna van der Stel                  | niederländische Schauspielerin und Tänzerin                                                  | 66    |       |
| 31. Dezember | Jean-Pierre Duport                    | französischer Cellist und Komponist                                                          | 77    |       |
| 31. Dezember | George Mumford                        | US-amerikanischer Politiker                                                                  |       |       |

## Datum unbekannt
| Tag | Name                          | Beruf, bekannt als                              | Alter | Beleg |
| --- | ----------------------------- | ----------------------------------------------- | ----- | ----- |
|     | Captain Pipe                  | Häuptling der Lenni Lenape                      |       |       |
|     | Captain Gallagher             | irischer Räuber                                 |       |       |
|     | Moses Hirschel                | deutsch-jüdischer Autor und Schachspieler       |       |       |
|     | Friedrich Holzach             | Schweizer Unternehmer und Politiker             |       |       |
|     | Insha Allah Khan              | indischer Dichter                               |       |       |
|     | Christian Koeck               | Mainzer Zeichner, Anatomie                      |       |       |
|     | Pierre Lahoussaye             | französischer Violinist, Komponist und Dirigent |       |       |
|     | Johann Friedrich Laves        | deutscher Oberlandbaumeister in Kurhannover     |       |       |
|     | Ludwig Müller                 | deutscher Maler und Vergolder                   |       |       |
|     | Iwan Pratsch                  | tschechischer Komponist                         |       |       |
|     | Moritz Schmid                 | deutscher Stiftspropst                          |       |       |
|     | Shiba Kōkan                   | japanischer Maler und Schriftsteller            |       |       |
|     | Maria Maximiliana von Stadion | Äbtissin des Damenstifts Buchau                 |       |       |
|     | Johann Friedrich Vollmar      | Bildhauer des Klassizismus                      |       |       |
|     | Theodor Thomas Weichardt      | deutscher Mediziner                             |       |       |